# 一水四見
一水四見（いっすいしけん）とは、唯識のものの見方。認識の主体が変われば認識の対象も変化することの例え。
人間にとっての河（＝水）は
天人にとっては歩くことができる水晶の床
魚にとっては己の住みか
餓鬼にとっては炎の燃え上がる膿の流れ
というように、見る者によって全く違ったものとして現れるという。似たようなものに次のような古歌がある。
猿沢池のほとりの興福寺は唯識を研究する法相宗の本山でもある。